# Afonso Silva

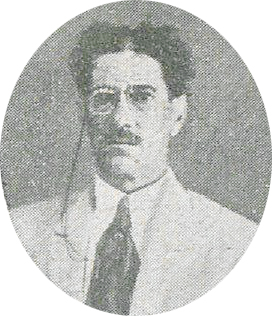
Afonso Silva em 1918

Afonso Silva (Porto Alegre, 8 de agosto de 1866 — Porto Alegre, 1 de novembro de 1945) foi um pintor, decorador, cenógrafo e professor brasileiro. 
Recebeu treinamento em desenho, pintura e cenografia de Oreste Coliva, um dos maiores cenógrafos ativos naquela época no Brasil. Começou seu discipulado em meados de 1884. Revelando-se talentoso e capaz de aprender rapidamente, no fim do ano seguinte Coliva levou-o para o Rio de Janeiro, onde em pouco tempo seu nome já aparecia junto do mestre assinando produções nos principais teatros da capital, como o Recreio Dramático e o Teatro Lucinda, recebendo atenção da imprensa como um jovem muito promissor. Colaborou em trabalhos de Gaetano Carrancini, outro grande nome da cenografia.
Em 1890 dirigiu-se a Porto Alegre, onde pintou o pano de boca do Theatro São Pedro e fez a decoração do Salão Jackenstein, ambos trabalhos vivamente aplaudidos. De volta ao Rio em 1891, continuou uma carreira bem sucedida como cenógrafo, fazendo outras parcerias com Carrancini, além de pintar um painel decorativo para comemorações da Proclamação da República. Arthur Azevedo dirigiu-lhe vários elogios, e o colocou como um dos dignos continuadores da arte de Coliva e Carrancini, que haviam dominado a cenografia brasileira em sua geração, mas renovando-a quando o estilo dos dois grandes mestres começava a sair de moda. Numa apresentação de peça de Fonseca Moreira, disse: "Há muito tempo não era com tanto luxo e bom gosto exibida, nos teatros desta capital, peça de mais aparato. É um verdadeiro regalo para os olhos a cenografia, em que figuram galhardamente Crispim do Amaral, Timóteo [da Costa], Marroig, Afonso Silva e Emilio". Em 1907 participou da Exposição Geral de Belas Artes no Rio de Janeiro.
Em 1908 retornou para sua cidade natal, onde fixaria morada definitiva. Recebido como uma personalidade, não tardou para encontrar boa ocupação para seus talentos. Decorou o salão de baile do Clube do Comércio; a sede da Sociedade Carnavalesca Venezianos, para a qual também criou carros alegóricos, e três salões na Casa Carioca. Seus trabalhos faziam invariável sucesso, mas como o mercado não era vasto, teve de trabalhar também com encomendas menores, como a decoração de vitrines de lojas. Passou nesta época a se dedicar à pintura de cavalete, e também a dar aulas, conseguindo formar um bom número de alunos. Seu nome se firmou no sul como o de um mestre, recebeu repetidos elogios da crônica local, ganhando relevante projeção no meio.
Seus últimos anos foram dedicados ao magistério e à pintura de cavalete, deixando paisagens e marinhas em óleo e aquarela. Não é produção de primeira linha, na opinião de Athos Damasceno, mas não deixou de "alcançar resultados muito estimáveis". Sua primeira exposição individual, inaugurada em 1916 com a presença do Intendente da cidade e grande público de intelectuais, artistas e leigos interessados, como uma seção da Exposição da Indústria e Comércio, continha trinta telas, algumas de grandes dimensões, e recebeu aprovação unânime da imprensa. É um exemplo do entusiasmo matéria do Correio do Povo: "As telas [...] são manchadas largamente, com desembaraço e firmeza, de colorido quente e cheias de luz, dessa luz maravilhosa que o céu do Rio Grande do Sul reflete na sua pompa azul. Os acidentes do terreno, as espécies de árvores e a cor das frondes, a perspectiva dos planos e todo o ambiente são estudados com cuidado meticuloso. A paisagem de Afonso Silva é viva e comunicativa e, embora tenha cunho muito individual, não perde os seus caracteres de paisagem regional que o observador inteligente reconhecerá ao primeiro golpe de vista". Em 1917 voltou a expor no Clube Caixeiral, e em 1919 no foyer do Petit Casino.
Levou suas peças para outras cidades do estado, especialmente Rio Grande e Pelotas, os maiores centros culturais depois de Porto Alegre, e lá também se fez admirado. No famoso Salão de de Outono de 1925 em Porto Alegre, um dos primeiros certames dedicados inteiramente às artes no estado, foi uma das atrações principais, mostrando que em todos esses anos manteve-se em constante evolução técnica e estética, sempre dando frutos mais e mais qualificados. Damasceno diz ainda que ele era um dos pintores que mais compreendiam o cenário regional, mostrando as paisagens e cenas sob a luz mais favorável e atraente, qualidades que a imprensa da época reconheceu. Entre suas melhores telas estão Dia calmo, Forno em abandono, Beira da praia e Casa abandonada. Para Suzana Gastal, ele fez parte de uma geração que teve uma formação acadêmica, mas diferindo dos seus antecessores, assimilou lições importantes do Impressionismo, abrandando o rigor acadêmico no desenho e na organização do espaço, aproveitando a mancha como recurso expressivo, e mostrando uma nova sensibilidade para os efeitos de luz, preparando o caminho para as inovações mais radicais dos modernistas. Foi de fato atraído para o grupo de Helios Seelinger, um dos agentes de discussão e renovação da pintura local, estando entre os precursores do Modernismo no sul. Neiva Bohns e outros críticos, em apreciação mais recente, o colocaram entre os principais pintores do estado em sua geração, que contribuíram para sedimentar o cultivo da pintura, abrir novos caminhos estéticos e aquecer um mercado até então muito limitado.